# Cyrtopodion montiumsalsorum
Cyrtopodion montiumsalsorum este o specie de șopârle din genul Cyrtopodion, familia Gekkonidae, descrisă de Annandale 1913. Conform Catalogue of Life specia Cyrtopodion montiumsalsorum nu are subspecii cunoscute.

## Galerie

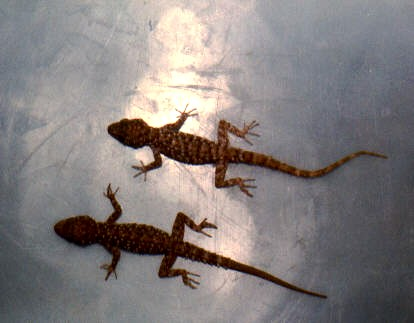
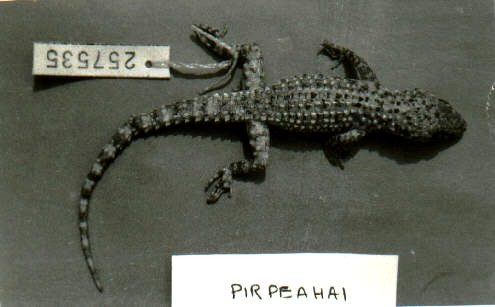